# Médaille militaire Francisco José de Caldas
La médaille militaire Francisco José de Caldas (en espagnol : Medalla militar Francisco José de Caldas) a été instauré par le décret no 3404 de 1950 et modifié par les décrets no 150 et no 804 de 1952, no 2862 de 1956 et no 581 de 1975 et le décret no 1880 de 1988. Son but est d’encourager et de récompenser les membres des forces armées colombiennes et les fonctionnaires du secteur de la défense qui ont excellé par leur dévouement à l’étude, occupé les postes les plus élevés dans les écoles de formation, dans les cours de formation, et obtenu le titre d’enseignant militaire de première classe. La médaille honore Francisco José de Caldas, un scientifique et patriote colombien,,.

## Grades
La médaille militaire Francisco José de Caldas existe en cinq grades, :
- Profesor
- Al Mérito
- A la Consagración
- Al Esfuerzo
- A la aplicación

Dans l’ordre de préséance des décorations militaires de la Colombie, la Médaille militaire Francisco José de Caldas vient après l’Ordre du Mérite colonel Guillermo Fergusson mais avant la médaille pour temps de service (Décret no 4444 de 2010, article 7).